# Трахтенберг Йосип Адольфович
Трахтенберг Йосип Адольфович (15 (27) січня 1883 — 5 вересня 1960) — уповноважений Центрального Статистичного Бюро УСРР (Всеукрстатбюро).

## Біографія
Народився 27 січня 1883 року в селі Веселому Таврійської губернії (тепер Запорізька область) у родині міщан. Після закінчення реального училища продовжував навчання за кордоном: був вільним слухачемСорбонни, Руської Вищої Школи Суспільних наук у Парижі, філософського факультету Берлінського університету. У 1912 році отримав диплом Томського університету (закінчив юридичний факультет), у 1913 році там же отримав ступінь магістра.
З 1913 по1916 рік працював керівником економічних робіт у Комітеті з перегляду російсько-німецького договору при Харківському Товаристві сільського господарства. З 1914 по 1921 рік викладав у Харківському комерційному інституті, також з 1917 по 1921 рік був професором кафедри політекономії Харківського університету та працював на керівних посадах у різних радянських закладах.
У 1920 році був призначений членом колегії Всеукрстатбюро, а в травні 1921 року його і очолив.
У серпні 1921 року був переведений на роботу до Вищої Ради Народного Господарства СРСР. У Москві працював на керівних посадах у центральних органах виконавчої влади, у тому числі у 1926 році був заступником Керуючого Центрального статистичного управління СРСР, з 1932 по 1936 рік — членом колегії Центрального управління народногосподарського обліку СРСР. З 1931 по 1960 рік працював у закладах Академії наук СРСР.
Помер 5 вересня 1960 року.
Доктор економічних наук (1932), академік Академії наук СРСР (1939). Автор праць із питань теорії грошей, кредиту тощо. Нагороджений орденом Леніна та орденом Трудового Червоного Прапора.